# Filosofía política de Immanuel Kant
La filosofía política de Immanuel Kant (1724–1804) favoreció un enfoque republicanismo clásico. En Sobre la paz perpetua (1795), Kant enumeró varias condiciones que consideró necesarias para poner fin a las guerras y crear una paz duradera. Incluían un mundo de repúblicas constitucionales mediante el establecimiento de comunidad política. Su teoría extendió en Doctrina del derecho (1797), la primera parte de Metafísica de las costumbres. A finales del siglo XX, la filosofía política de Kant había disfrutado de un notable renacimiento en los países de habla inglesa con más estudios importantes en unos pocos años de los que habían aparecido en las muchas décadas anteriores.

## Resumen
La contribución más significativa de Kant a la filosofía política y la filosofía del derecho es la doctrina de "Rechtsstaat". Según esta doctrina, el poder del Estado es limitado para proteger a los ciudadanos del ejercicio arbitrario de la autoridad. El  Rechtsstaat  es un concepto en Europa continental del pensamiento legal, originalmente tomado de la jurisprudencia alemana, que puede traducirse como "el estado legal" o "estado de derechos". Es un " estado constitucional en el que el ejercicio del gobierno el poder está limitado por la ley, y a menudo está vinculado al concepto Anglo-Americano del estado de derecho. La filosofía política de Kant ha sido descrita como liberalismo por su presunción de límites al estado basados en el contrato social como un asunto regulativo.
En un  Rechtsstaat , los ciudadanos comparten libertades civiles legalmente y pueden utilizar los tribunales. Un país no puede ser una democracia liberal sin antes ser un "Rechtsstaat". Los escritores alemanes suelen colocar las teorías de Immanuel Kant al comienzo de sus relatos del movimiento hacia el "Rechtsstaat". El "Rechtsstaat" en el sentido de "estado constitucional" se introdujo en las últimas obras de Immanuel Kant después de que se adoptaran las constituciones de Estados Unidos y Francia a finales del siglo XVIII. El enfoque de Kant se basa en la supremacía de la constitución escrita de un país. Esta supremacía debe crear garantías para la implementación de su idea central: una vida en paz permanente como condición básica para la felicidad de su pueblo y su prosperidad. Kant estaba basando su doctrina en nada más que el constitucionalismo y el gobierno constitucional. Kant había formulado así el principal problema del constitucionalismo: "La constitución de un estado se basa finalmente en la moral de sus ciudadanos, que, a su vez, se basa en la bondad de esta constitución". La idea de Kant es la base de la teoría constitucional del siglo XX.[cita requerida]
El concepto  Rechtsstaat  se basa en las ideas, descubiertas por Immanuel Kant, por ejemplo, en su  Fundamentación de la metafísica de las costumbres : "La tarea de establecer una vida pacífica universal y permanente es no sólo una parte de la teoría del derecho en el marco de la razón pura, sino per se un fin absoluto y último. Para lograr este fin, un Estado debe convertirse en la comunidad de un gran número de personas, viviendo provisto de garantías legislativas de su derechos de propiedad garantizados por una constitución común. La supremacía de esta constitución... debe derivarse a priori de las consideraciones para el logro del ideal absoluto en la organización más justa y equitativa de la vida de las personas bajo la égida del derecho público". El concepto de "Rechtsstaat" apareció en el contexto alemán en el libro de Robert von Mohl "Die deutsche Polizeiwissenschaft nach den Grundsätzen des Rechtsstaates" ("ciencia policial alemana según los principios del estado constitucional ", 1832-1834), y se contrastó con la  aristocrática y el estado policial.[cita requerida]
Kant se opuso a la "democracia" que, en esa época, significaba democracia directa creyendo que gobierno de la mayoría representaba una amenaza para la libertad individual. Afirmó, "...la democracia es, propiamente hablando, necesariamente un despotismo, porque establece un poder ejecutivo en el que todos deciden a favor o incluso en contra de quien no está de acuerdo; es decir, todos, que no son del todo, decidir, y esto es una contradicción de la voluntad general consigo misma y con la libertad." Como la mayoría de los escritores de la época, distinguió tres formas de gobierno: democracia, aristocracia y monarquía con gobierno mixto como la forma más ideal de gobierno.[cita requerida]
Un rasgo distintivo de la filosofía política de Kant es su convicción de que la universidad debe ser un modelo de conflicto creativo: el papel del filósofo dentro de la universidad debe ser el de "vigilar" las facultades superiores (que en su día eran teología, derecho y medicina), haciendo asegúrese de que su enseñanza se ajuste a los principios de la razón; del mismo modo, el objetivo de la paz perpetua en la sociedad sólo se puede lograr cuando los gobernantes consultan con los filósofos de forma regular.